# John Aloisi
John Aloisi (Adelaida, 5 de febrer de 1976) és un exfutbolista australià, que ocupava la posició de davanter. Té també la nacionalitat italiana.

## Trajectòria
Comença a despuntar a l'Adelaide United del seu país, on aconsegueix diversos títols domèstics. El 1992 dona el salt a Europa per militat a l'Standard Liège, i a l'any següent recala a un altre conjunt belga, el Royal Antwerp d'Anvers.
Després de passar per Itàlia, el 1997 recala al Portsmouth FC anglès, on roman fins a desembre de 1998, quan marxa al Coventry City FC de l'English Premiership. En el Coventry prompte es guanya minuts en el camp, realitzant partits destacats com el partit contra l'Aston Villa FC (4 a 1).
Tot i ser força popular, el davanter no es va consolidar en la titularitat a les temporades 99/00 i 00/01 a causa de les lesions. En la primera d'estes temporades tan sols apareix en set ocasions, que pugen a 18 en el cas de la segona, encara que eixe any el Coventry perd la categoria.
El 2001 fitxa pel CA Osasuna, de la primera divisió espanyola. En el quadre navarrès seria titular, encara que no arriba a consolidar la seua posició. En quatre campanyes marca 29 gols en 121 partits. Entre 2005 i 2007 milita al Deportivo Alavés. A la 05/06 marca 10 gols, que no serveixen per mantindre la categoria. L'any següent, amb els bascos a Segona Divisió, en marca altres sis.
En l'any 2006 és nomenat Australià del Sud de l'Any pel diari The Advertiser, i a l'any següent, s'informa de les negociacions del davanter amb diferents clubs de l'A-League australiana.
A l'octubre del 2007 s'anuncia el seu acord amb el Central Coast Mariners.
Al mes de març del 2008 es confirma el fitxatge d'Aloisi pel Sydney FC.

## Selecció

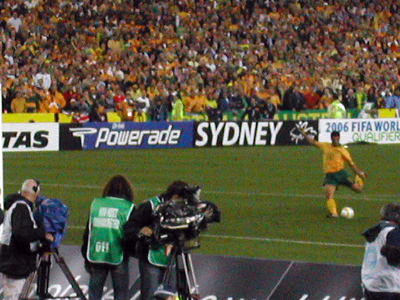
Aloisi llençant el penal que li va donar a Austràlia un lloc al Mundial del 2006.

El davanter va ser el màxim golejador de la seua selecció a la Copa Confederacions de 2005, en la qual va marcar en quatre ocasions, tot guanyant la Bota de Bronze. També va representar Austràlia als Jocs Olímpics de 2004, on marca tres gols.
El 16 de novembre de 2005, Aloisi marca el penalt definitiu en l'eliminatòria prèvia del Mundial del 2006, contra la selecció de l'Uruguai. Aquest xut és considerat com un dels grans moments de la història de l'esport australià. El davanter hi participa en la cita mundialista, i marca davant el Japó.
Aloisi ha aparegut amb la seua selecció en 55 ocasions, tot marcant 27 gols. És el segon màxim golejador de la història dels oceànics, a només dues dianes de Damian Mori. Va disputar la Copa d'Àsia el 2007.